# Forme de radoub du port de Granville
La forme de radoub de Granville est un aménagement destiné à accueillir les bateaux qui ont besoin d'être réparés. Elle est inscrite au titre des monuments historiques depuis 2008.

## Localisation
La forme est située quai du Pan-Coupé.

## Histoire
Des travaux importants sont menés dans le port de Granville à partir de la fin du XVIIIe siècle. La forme de radoub est achevée en 1888 et utilisée jusqu'en 1978.
Un arrêté du 28 mars 2008 inscrit la forme, avec ses portes en fer au titre des monuments historiques.

## Description
L'édifice est en blocs de granit et d'une forme ovale.